# Diadromus rufiventris
Diadromus rufiventris là một loài tò vò trong họ Ichneumonidae.